# Józef Gniewniak
Józef Lech Gniewniak (ur. 15 lipca 1922 w Staszowie, zm. 4 sierpnia 2000 w Międzylesiu) – polski ksiądz rzymskokatolicki, duszpasterz środowisk akademickich.

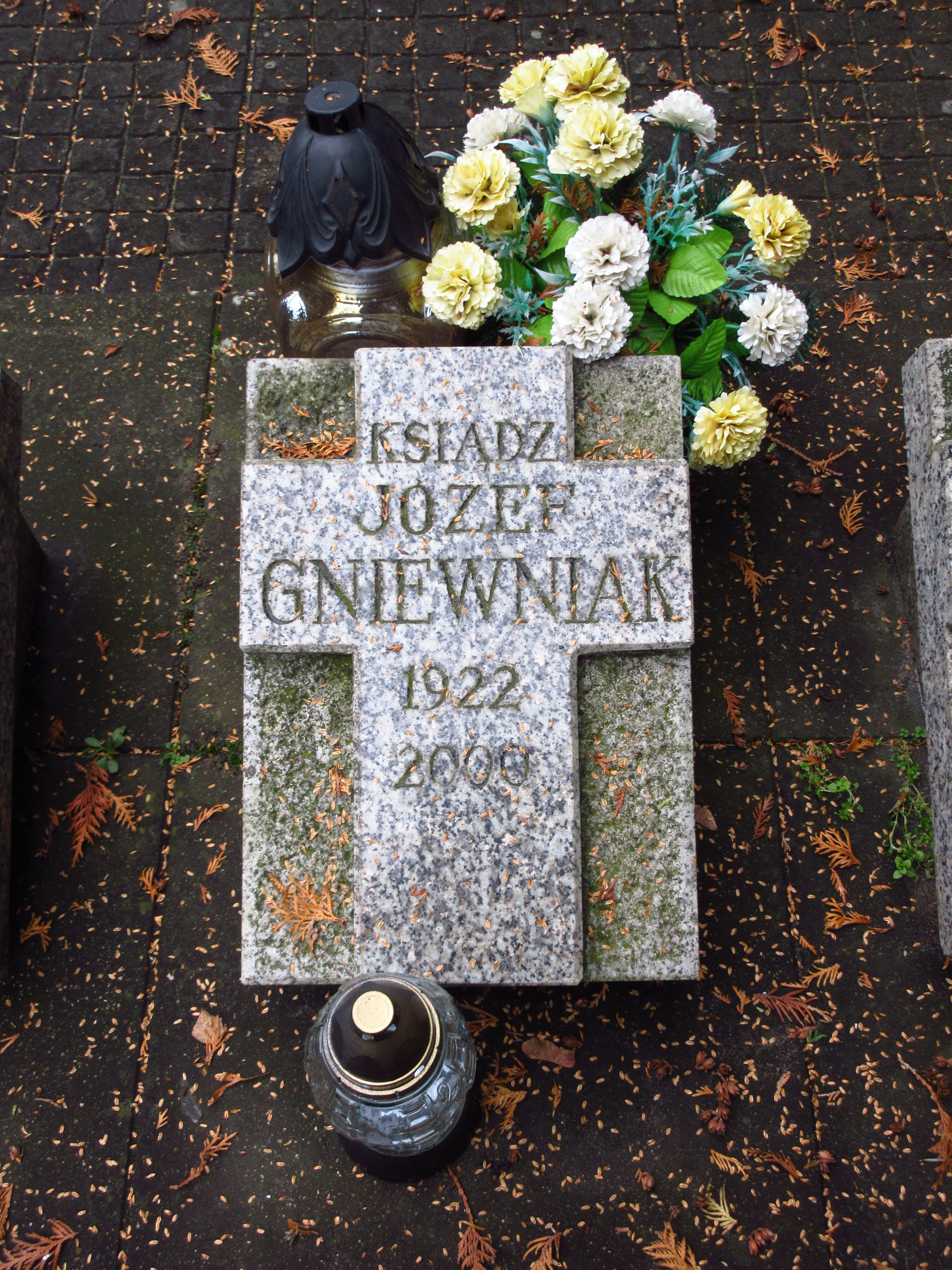
Grób ks. Józefa Gniewniaka na Cmentarzu Bródnowskim.

W czasie II wojny światowej brał udział w konspiracji. W  1943 aresztowany w łapance i uwięziony na Pawiaku, następnie wywieziony w grupie więźniów do obozu w Auschwitz, gdzie przebywa do września 1944. Następnie przeniesiony do Sachsenhausen. Po wyzwoleniu kraju rozpoczął studia historyczne na Uniwersytecie Jagiellońskim, uczestniczył w Bratniej Pomocy oraz sprawował funkcję prezesa Sodalicji Mariańskiej Akademików. Dwukrotnie aresztowany, w 1946 za organizację manifestacji w rocznicę Konstytucji 3 maja i trzy lata później za udział w Solidacji. W 1949 przerwał studia na UJ i wstąpił do warszawskiego seminarium duchownego. Trzy lata później w grudniu 1952 otrzymał święcenia kapłańskie z rąk biskupa Zygmunta Choromańskiego. W latach 1952–1957 był związany z parafiami w Warszawie i Brwinowie, od 1957 rozpoczął pracę z młodzieżą w duszpasterstwie akademickim na warszawskiej Ochocie. Następnym etapem była parafia w Międzylesiu, gdzie ksiądz Józef Gniewniak był przez kilka lat kapelanem Centrum Zdrowia Dziecka. W 1993 przeszedł na emeryturę. Pochowany na cmentarzu Bródnowskim (kwatera 6A).